# 威斯康星大学苏必略分校
威斯康星大学苏必利尔分校（University of Wisconsin-Superior）是位于美国威斯康星州苏必利尔市的一所公立大学。威斯康星大学苏必利尔分校建于1893年，该大学是威斯康星大学系统中的公立大学。2015年《美國新聞與世界報道》在“中西部地區大學”排名中將其列在第92位。

## 历史
威斯康星大学苏必利尔分校历史可追溯至1893年，当年威斯康星州立法者决定设立了一个高级师范学院。3年后，引起当地居民和企业的热烈反响，高级师范学院开始招收首批学生。学校的使命是通过适当的教育方式辅助地区未来几十年的经济发展。高级师范学校第一批学生毕业于1897年。三个年轻人完成了“全程课程”，另外9名妇女和男子参与了“初级课程”的学习。
创新和质量都是该高级师范学校的特点.该机构在1909年成为威斯康星州的第一师范学校并提出了针对幼儿园教育的新型培训计划。这也是首家提供为期四年的高中教师培养方案的学校。1916年，高级师范学校的学术课程通过评审。威斯康星大学苏必略分校是威斯康星州所有学术机构中获得教育认可最早的学校。 
1926年更改校名为州立高级师范学院，学院的新校长是其1897年第一届毕业生。第二次世界大战后，学院开始把目光投向师资培训同时开始增加其他学科的本科专业。学院于1950年颁发第一届管理学士学位和硕士学位。 次年考虑到扩大学院的学术影响，8,647名当地董事会商定，决定变更改学院名称为威斯康星州立大学。20世纪五六十年代。学校迅速发展，本科专业不断增加，新设立商业，科学，音乐和艺术等专业课程。其中学校的教育学课程于1965进一步发展，开设了校长、院长和MBA的专业培训课程。